# 田峰駅

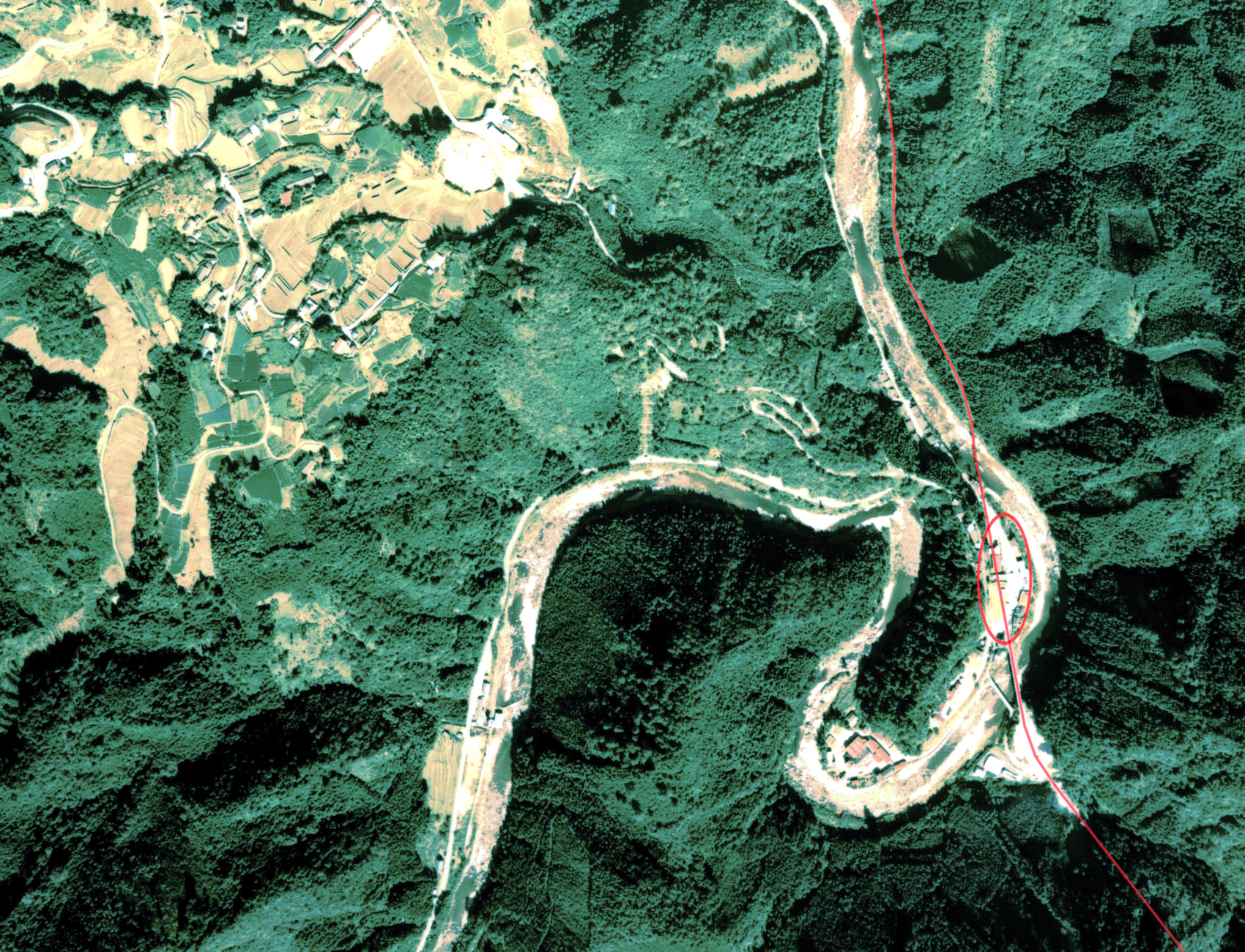
1977年の田峰駅跡とその周囲。赤で囲った場所に駅があった。赤い線は田口線の廃線跡。

田峰駅（だみねえき、田峯駅とも）は、愛知県北設楽郡設楽町田峯字竹桑田にかつて存在した豊橋鉄道田口線（旧・田口鉄道）の駅である。北設楽郡段嶺村（1956年以降設楽町）にあった駅の一つ。

## 歴史
田峰駅は1930年（昭和5年）12月10日、田口鉄道により開設された。この田口鉄道は、現在のJR飯田線本長篠駅と設楽町を結んだ鉄道である。田峰駅は、三河海老駅を終点としていた同鉄道の第一期線に続いて第二期線が清崎駅まで開通した際の、途中の駅の一つであった。
駅のあった田峯は豊川右岸の地域で、旧段嶺村の役場所在地でもあった。豊橋と長野県の飯田を結んでいたかつての伊那街道は、現在の新城市と設楽町の境を与良木峠で越えており、田峯地区を経由していなかった。しかし田口鉄道は与良木峠を通らず、全長1.5kmのトンネル（稲目隧道）を開削して海老から田峯へと出ていた。
旧段嶺村域には戦前、宮内省所管の段戸御料林が広がっていた。田峰駅にはこの御料林で伐採された木材を搬出するために、駅の開業後に2つの森林鉄道（田峯森林鉄道）が敷設された。1931年度（昭和6年度）にまず鰻沢線、続いて1932年度（昭和7年度）に栃洞線が開通した。この森林鉄道は軽便鉄道であり田口鉄道とは軌間が異なるため、駅には貯木場が設置され、ここで森林鉄道経由で搬出された木材を田口鉄道の貨車に積み替えていた。これらの森林鉄道は戦後、道路の整備と森林資源の枯渇により、鰻沢線が1958年度（昭和33年度）に、栃洞線が1962年度（昭和37年度）に廃止されて消滅した。
1956年（昭和31年）10月1日、田口鉄道が豊橋鉄道に合併されたため豊橋鉄道田口線の駅となる。それから8年後の1964年（昭和39年）、豊橋鉄道は赤字の拡大を理由に田口線の廃止を決定。路線の廃止は1968年（昭和43年）9月1日付であったが、その直前の8月29日に台風（台風10号）で被災して田峰駅から清崎駅までの区間が線路破壊により不通となり、三河海老駅から先の区間は運転していなかった。
廃線となった田口線はバスに転換された。運行開始当初の代替バスは与良木峠経由であったが、稲目隧道をバス専用道路に転換する工事が1969年（昭和44年）1月15日に完成して与良木峠経由から切り替えられた。この稲目隧道は愛知県が買収し、1979年（昭和54年）3月に拡張工事を終えて二車線トンネルとされた。現在の愛知県道389号富栄設楽線稲目トンネルである。
2023年（令和5年）現在、本長篠駅と設楽町を結ぶのは豊鉄バス田口新城線である。駅のあった字竹桑田には「田峯」という名称のバス停が設置されている。

## 構造
島式1面2線ホームと貨物側線2線を持つ有人駅であり、1956年（昭和31年）の時点で駅長を含めて4人配置されていた。

## 利用状況
1957年度の乗車人員は6万1千人（1日平均168人）で、そのうち5割にあたる3万1千人が定期乗車券での利用客であった。この乗車人員は田口線全11駅の中で6番目に多い。
同年度における貨物取扱量は、発送が3,687トン、到着が1,308トンであった。田口線の貨物取扱駅7駅の中で、取扱量は5番目に多い。

## 駅の跡地
駅の跡地は田峯バス停に近い、設楽町段嶺窓口センターが立つ場所である。跡地には鉄道廃止後、田口線で使用されていた電車が残されていたが、設楽町田口に開設された設楽町奥三河郷土館へと1977年（昭和52年）に移設された。

## 駅の資料
2014年（平成26年）9月に設楽町奥三河郷土館の収蔵庫で地域おこし協力隊員の石井峻人が当駅の資料1,200点を発見し、愛知淑徳大学の協力を得て資料の整理などを行い、2016年（平成28年）3月20日から25日まで当駅跡にある設楽町段嶺窓口センターで資料展を行った。
展示された資料には、「着札」（貨車に表示）や貨物のトラブルに関する電報、駅主宰の団体旅行名簿や遠足などの団体乗車申込書などが含まれていた。

## 隣の駅
豊橋鉄道
田口線
滝上駅 - 田峰駅 - 長原前駅